# بوب كلارك
بوب كلارك (بالإنجليزية: Bob Clark)‏ (و. 1939 – 2007 م) هو كاتب سيناريو، ومنتج أفلام، ومخرج أفلام أمريكي، ولد في نيو أورلينز، توفي عن عمر يناهز 68 عاماً، بسبب حادث مرور.

## التعليم
تعلم في Catawba College ‏، وجامعة ميامي، وHillsdale College ‏.

## وصلات خارجية
- بوب كلارك على موقع IMDb (الإنجليزية)
- بوب كلارك على موقع ألو سيني (الفرنسية)
- بوب كلارك على موقع أول موفي (الإنجليزية)
- بوب كلارك على موقع قاعدة بيانات برودواي على الإنترنت (الإنجليزية)
- بوب كلارك على موقع قاعدة بيانات الأفلام السويدية (السويدية)
- بوب كلارك على موقع إن إن دي بي (الإنجليزية)
- بوب كلارك على موقع قاعدة بيانات الفيلم (الإنجليزية)
- بوب كلارك على موقع كينوبويسك (الروسية)